# Ammoniumhydrogendifluorid
Ammoniumhydrogendifluorid ist ein saures Ammoniumsalz der Fluorwasserstoffsäure.

## Eigenschaften
Ammoniumhydrogendifluorid bildet farblose, leicht zerfließende, in Wasser leicht lösliche Kristalle. Es ätzt Glas und wird des Weiteren industriell zur Fleckenentfernung und in der Erdölindustrie verwendet, um sich durch Granitschichten zu arbeiten. Die das Siliciumdioxid angreifende Spezies ist das HF2−-Anion. Es ist der aktive Bestandteil verschiedener Ätzmischungen zum selektiven Ätzen von Silciumdioxidschichten in der Halbleiterindustrie.

### Reaktionen
Beim starken Erhitzen zerfällt es in Ammoniak und Fluorwasserstoff.
{\displaystyle \mathrm {NH_{4}HF_{2}(s)\rightarrow NH_{3}(g)+2\ HF(g)} }

## Synthese
Die Darstellung von Ammoniumhydrogendifluorid erfolgt durch Umsetzung von wässriger Ammoniaklösung mit Flusssäure im Molverhältnis 1 : 2 und anschließender Kristallisation aus Wasser.
{\displaystyle \mathrm {NH_{3}(aq)+\ 2\ HF(aq)\rightarrow \ NH_{4}HF_{2}(aq)} }

## Vorsichtsmaßnahmen
Ammoniumhydrogendifluorid ist ätzend und giftig. Berühren mit Haut und Augen vermeiden. Nicht verschlucken.

## Entsorgung
Gelöstes Fluorid wird als Calciumfluorid ausgefällt.